# أولاد الميرة (هراوة)
أولاد الميرة هو دُوَّار يقع بجماعة زمران، إقليم قلعة السراغنة، جهة مراكش آسفي في المملكة المغربية. ينتمي الدوّار لمشيخة هراوة التي تضم 18 دوار. يقدر عدد سكانه بـ 229 نسمة حسب الإحصاء الرسمي للسكان والسكنى لسنة 2004.

## روابط خارجية
- البوابة الوطنية للجماعات الترابية
- المندوبية السامية للتخطيط